# 戴维·巴洛
戴维·巴洛（英語：David Barlow，1983年10月22日—），生于墨尔本，澳大利亚职业篮球运动员，曾代表澳大利亚参加2008年夏季奥运会和2012年夏季奥运会男子篮球比赛。